# كلورس جبلي
كلورس جبلي (الاسم العلمي:Chloris montana) هو نوع من النباتات يتبع جنس الكلورس من الفصيلة النجيلية.